# 1661年英格蘭大選

騎士議會席次分布圖
騎士黨（379）
圓顱黨（139）

1661年英格蘭大選是英格蘭國王查理二世任內的第2次大選，於1661年2月18日發布選舉公告，3-4月陸續選出新一屆的英格蘭國會下議員議員，全體國會議員於5月8日宣誓就職。選舉結果，政治立場與查理二世相近的騎士黨贏得多數，其黨魁、時任第一財政大臣（相當於現今首相）的愛德華·海德地位愈加鞏固。

## 外部連結
- History of Parliament
- History of Parliament, Constituencies 1660–1690 （页面存档备份，存于）